# Игра улога
Игра улога (енгл. role-playing game, скраћено RPG) је врста игре у којој играчи, у складу са датим правилима, преузимају улоге замишљених јунака у измишљеном свету и својим речима усмеравају њихове акције. Координатор игре (gamemaster) има функцију наратора, тј. описује сва спољашња збивања током развоја приче и преузима улоге свих споредних улога, које главни јунаци срећу током авантуре. 
Скраћеница FRP означава игру која се одвија у фантастичном окружењу, док RPG означава ову игру у најширем смислу, у окружењима као што су научнофантастични светови, различите историјске епохе, митолошки или легендарни светови, реалистична, фантастична или окултно интерпретирана садашњост… У српској играчкој заједници израз FRP прихваћен је као општи израз за овај тип игара, уз колоквијалну изведеницу „фрповање“ која означава учешће у овој игри или њено вођење.
Игре улога настале су у САД 1968. године, две године након што је у овој земљи po први пут објављено целокупно издање Господара прстенова, класика фантастичне литературе Џ. Р. Р. Толкина. Први покушај у смеру стварања игре улога звао се Chainmail. Bila je to игра која се махом бавила тактичким симулацијама средњовековних битака (аутори: Гери Гајгакс и Џеф Перен), док је први прави систем игара улога, Dungeons & Dragons, настао 1974. у колаборацији Герија Гајгакса и Дејва Арнесона. Овај систем је и данас неприкосновени лидер на тржишту.

## Механика игре
Неопходни услови за највећи број игара улога су:
- правила
- коцкице за игру (полиедри sa 4, 6, 8, 10, 12, 20 и 100 страна)
- обрасци са профилима ликова
- 2–6 играча
- координатор игре

Игра почиње тако што се координатор игре детаљно упознаје са њеним правилима. Након тога, координатор приступа проучавању већ написаних сценарија за игру, или пише свој сценарио. 
Учешће играча отпочиње стварањем ликова. У складу са егзактним правилима игре, ликовима се додељују нумеричке и описне вредности које означавају њихове специфичне особине (физичка и умна снага, магијска моћ, спретност, издржљивост...) и вештине. Код неких система, срећа игра велику улогу при стварању лика (бацају се коцкице за неке вредности), док код других постоји фиксни број поена и вредности које играч може доделити свом лику, у складу са својим жељама.
Сама игра подељена је на сесије које обично трају од 3 до 6 сати. Неки сценарији могу се завршити у току једне или две сесије, док су други повезани у наративне целине познате као кампање. Оне могу трајати и тридесет и више сесија.
Ликови у игри напредују помоћу искуствених поена (experience points, XP), у колоквијалном изразу „експи”. Износ додељених поена зависи од квалитета игре, глуме и успешности играча у решавању задатака које је координатор игре поставио пред њега и/или дружину. Поени омогућавају унапређивање карактеристика и вештина ликова, у складу са егзактним правилима.

## Игре улога у Србији
Организовано „фрповање“ у Србији почело је 1994–1995. године, када је у Београду формиран Клуб „Змај“, прво удружење грађана у нашој земљи посвећено овом виду забаве. Клуб се током свог постојања више пута селио – почев од првих просторија у месном одбору ДСС-а код Лиона, преко просторија исте странке у Улици Коче Капетана и неколико периода бескућништва, Клуб Змај се скрасио у Будимској улици у Београду. Иако је Клуб Змај данас пре свега место у којем се окупљају љубитељи стратешких и тактичких игара на табли, као и моделари и колекционари фантастичних војски, током свог постојања Клуб је окупио, повезао и изнедрио бројне координаторе игре који су, нарочитим квалитетом замишљања и вођења игре, али, понекад, и другим карактеристикама и специфичностима свог приступа игри, ударили печат „фрповању“ у Србији: Јасну Мартиновић, Александра Вилотића - Киргана, Нешу Костића, Ранка Трифковића, Михаила Тешића, Свебора Миџића, Ранка Дејановића, Душана Јовића, Дарка Сировину, Градимира Николића и многе друге. Данас као и раније, Клуб Змај је центар српске FRP и RPG сцене.
Новосадска сцена може се похвалити Клубом „Валхала“, једним од језгара ове игре у Војводини.

## Изабрани системи игара

### 
Најпопуларнији систем на свету. Смештен је у фантастично окружење, а учесници могу да играју улоге најразличитијих бића, укључујући и основне четири расе проистекле из Толкиновог наслеђа: људе, патуљке, виловњаке и хобите. Играчи могу да бирају између различитих каријера – од обичних ратника до моћних чаробњака. У Сједињеним Америчким Државама, током осамдесетих година прошлог века, игра је била у центру религијско-социјалних контроверзи налик на данашње дилеме око серијала романа Џ. К. Роулинг о Харију Потеру. Ослонац за полемику, која ни до данас не јењава у америчким конзервативним круговима, било је самоубиство 13-годишњег Ирвинга „Бинка“ Пулинга. Мајка дечака, Патриша Пулинг, организовала је удружење по имену „B.A.D.D. (Bothered about Dungeons and Dragons)“, и отпочела широку кампању против игре. Ово је неке коментаторе навело да закључе да је Патриша Пулинг желела да кампањом скрене пажњу са чињенице да је до трагедије дошло захваљујући њеној одлуци да на видљивом месту у кући држи напуњену пушку. Њене присталице, са друге стране, прошириле су подручје борбе на игре улога уопште. Полемика, иако је њен интензитет знатно ублажен, траје до данашњих дана.
Издавач: Wizards of the Coast
Један од популарнијих система у Србији. Настао је 1989. (ново, знатно унапређено издање објављено је пре две године) од истоименог система игара за симулацију битака уз помоћ минијатурних фигура. Ако је систем „Dungeons & Dragons“ окренут тзв. „високој фантазији“, онда је „Warhammer“ окренут „ниској фантазији“ – игра је смештена у свет посвећен непрестаној борби против најезде зеленокожаца орка и гоблина, као и бића Хаоса која га угрожавају војнички, али и преко магијске и материјалне корупције. У овом свету без сигурности и поверења, свако је свакоме вук – а на играчима је да уз помоћ своје вештине напредују од олоша до плаћених убица, ловаца на вештице, или чак витезова и племића.
Издавач: Black Industries
„Није мртво што занавек може снети / Јер у чудним добима и Смрт може мрети“. Стихови Х. П. Лавкрафта сумирају бизарну, нељудску атмосферу прича овог аутора из Нове Енглеске чија проза говори о контактима људи са древним знањем о добима толико дугачким и страним - да наше бивствовање на земљи, са нашим пирамидама и Ајфеловим торњевима, делује кратко као зимски дан. Древна чудовишта која су у таласима долазила из свемира, борила се између себе за превласт и оставила за собом трагове цивилизација непојмљивим људском уму – то су непријатељи са којима се боре ликови ове хорор игре. 
Игра је смештена у окружење двадесетих и тридесетих година у САД, али се може играти и у викторијанском 19. веку, као и у данашње време. У игри постоје поени искуства, али – права мера искуства лика јесте количина разума који је изгубио на свом путу ка разоткривању застрашујућих истина о нашем, и другим световима.
Издавач: Chaosium